# 沢田謙
沢田 謙（さわだ けん、1894年3月6日 - 1969年12月4日）は、日本の評論家、伝記作家。

## 生涯
鳥取県出身。東京帝国大学卒。東京市政調査会、太平洋協会などに務め、文筆家となる。
「雄弁」「少年倶楽部」「少女倶楽部」などに偉人伝を連載、戦後も子供向けの偉人伝を多く書いた。
歴史著述家の沢田洋太郎は長男。また沢田三兄弟（沢田節蔵・廉三・退蔵）は鳥取県岩美の同族。

## 著書
- 『国際政治の革命』巌松堂書店 1922
- 『国際聯盟概論』巌松堂書店 1923
- 『弗でない男』人文会出版部（日本エツセイ叢書）1926
- 『現代世界の政治』新政社 1927
- 『国際聯盟新論』巌松堂書店 1927
- 『ムッソリニ伝』大日本雄弁会講談社 1928
  - 国書刊行会、1983年4月。
- 『後藤新平一代記』平凡社 1929
- 『労働宰相マクドナルド』平凡社 1929
- 『エヂソン傳』大日本雄弁会講談社 1929.10
- 『モルガン』万里閣書房 1930
- 『凡人非凡人』人格社 1931
- 『世界十傑伝』大日本雄弁会講談社 1931
- 『北条時宗と日蓮』地踏社 1932
- 『独裁期来!』千倉書房 1933
- 『ヒットラー伝』大日本雄弁会講談社 1934
  - 国書刊行会、1983年。
- 『広田弘毅伝』歴代総理大臣伝記刊行会 1936
  - 『広田弘毅』ゆまに書房〈歴代総理大臣伝記叢書 23〉、2006年12月。 ISBN 4-8433-1801-9
- 『後藤新平小伝』旧宅保存紀念（編）後藤家 1937
- 『未開境蛮地探検記』大日本雄弁会講談社（世界冒険探検叢書）1937
- 『叙伝汪兆銘』春秋社 1939
- 『太平洋資源論』高山書院 1939
- 『心の道場』中心社 1940
- 『大南洋』豊文書院 1940
- 『伊藤博文』大日本雄弁会講談社（偉人伝文庫）1940
- 『泰国の人と土コンタイ・ムアンタイ』愛国新聞社出版部 1941
- 『山田長政と南進先駆者』潮文閣 1942
- 『我等が太平洋』金星堂 1942
- 『南洋民族誌』日本放送出版部（ラジオ新書）1942
- 『海外発展と青年』潮文閣（青年文化全集）1943
- 『宝庫ミンダナオ』六興商会出版部（太平洋図書館）1943
- 『山本元帥伝』拓南社 1944
- 『田熊常吉の苦心 発明ものがたり』札幌講談社 1947
- 『事業王フォード』潮文閣 1947
- 『フランクリン伝』弘学社 1947
- 『二宮尊徳 天,地の巻』技報堂 1948
- 『キュリー夫人』技報堂 1948
- 『亡命の予言者 マチニの生涯と思想』政治教育協会（政治家評伝集）1948
- 『ヘレン・ケラー 盲・聾・唖の聖女』家政教育協会 1948
- 『デューイ』刑務協会 1948
- 『福沢諭吉 熱と意気の人』偕成社 1949
- 『湯川秀樹博士 ノーベル賞にかがやく』世界社 1949
- 『リンカーン 奴隷解放の父』偕成社 1949
- 『パストウル伝』弘学社 1949
- 『ベーブ・ルース 野球王』偕成社 1949
- 『マルコ・ポーロ 果敢の探検家』偕成社 1950
- 『ノーベル物語 世界文化の偉人』世界社（偉人文庫）1950
- 『アインスタイン 世紀の科学者』偕成社（偉人物語文庫）1950
- 『ガンジー インドの聖雄』偕成社（偉人物語文庫）1950
- 『ワシントン 自由独立の父』偕成社（偉人物語文庫）1951
- 『御木本幸吉 世界の真珠王』偕成社（偉人物語文庫）1952
- 『伊藤博文 維新の建設者』偕成社（偉人物語文庫）1952
- 『勝海舟 智の肚の人』偕成社（偉人物語文庫）1952
- 『ニュートン 科学の王者』偕成社（偉人物語文庫）1952
- 『ネール アジアの太陽』偕成社（偉人物語文庫）1952
- 『ロックフェラー 世界の慈善王』偕成社（偉人物語文庫）1952
- 『アイゼンハワー 昇る巨星』偕成社（偉人物語文庫）1953
- 『北里柴三郎 日本医学の偉人』偕成社（偉人物語文庫）1953
- 『ワット 機械文明の先駆者』偕成社（偉人物語文庫）1953
- 『キャプテン・クック 海の英雄』偕成社（偉人物語文庫）1954
- 『高峰譲吉 世界的発明家』偕成社（偉人物語文庫）1954
- 『ジンギスカン アジアの風雲児』偕成社（偉人物語文庫）1954
- 『マホメット 砂漠の予言者』偕成社（偉人物語文庫）1954
- 『大隈重信 明治文化の先達』偕成社（偉人物語文庫）1954
- 『明治大正昭和名婦伝 近代日本の先駆』偕成社 1955
- 『魔の極地征服』偕成社（世界探検全集）1955
- 『暗黒大陸探検』偕成社（世界探検全集）1955
- 『世界探検ものがたり』偕成社（絵とき百科）1956
- 『野口英世 熱と愛の人』偕成社（偉人物語文庫）1956
- 『大洋にいどむ海の王者』東西文明社（少年少女のための世界科学探検文庫）1956
- 『コロンブス』偕成社（児童伝記全集）1958
- 『魅力ある怪物 フルシチョフ』日本週報社 1960
- 『尾崎行雄伝』尾崎行雄記念財団 1961
- 『秘密の砂漠都市』偕成社（世界探検シリーズ）1967

### 共著編
- 『新生活の書』（編）東亜書房 1936
- 『富士紡績株式会社五十年史』荻本清蔵共著 富士紡績 1947

## 翻訳
- 第一原理 ハーバート・スペンサア 而立社 1923（社会科学大系）
  - 日本図書センター、2008年5月。 ISBN 978-4-284-50084-5 ISBN 978-4-284-50085-2
- 現代日本論 鶴見祐輔 大日本雄弁会講談社 1927
- 少年プリューターク英雄伝 大日本雄弁会講談社 1930
  - 『プリューターク英雄伝』講談社〈講談社文芸文庫〉、2012年8月。 ISBN 978-4-06-290167-3
- 日の出の子達 ウイラード・プライス 青年書房 1939
- ヒットラーの極東政策 ローレンス・ロージンガー 太平洋協会 1939
- 太平洋作戦論 キラルフィー 青年書房 1940
- 十五少年 ジュール・ヴェルヌ 京屋出版社 1948（少年世界文学選）

## 参考
- 日本人名大辞典（講談社）